# 럭스로보
주식회사 럭스로보(영어: LUXROBO)는 서울특별시 서초구에 본사를 둔 산업용 로봇 제조 기업이다.

## 연혁
- 2024년 10월 22일: 코스닥 시장 상장 철회[출처 필요]
- 2024년 10월: 제13회 KES 이노베이션 어워즈 최종 수상
- 2024년 7월 30일: 코스닥 시장 예비심사청구[2][3]
- 2024년 4월: 2024 타임지 선정한 세계 에듀테크 탑 132에 선정
- 2023년 11월: 2023 대한민국 혁신창업상 수상
- 2022년 2월: 캐롯손해보험과 JV 설립
- 2021년  12월: Pre-IPO 투자 유치
- 2021년 11월: 2021 GESS Dubai Awards 혁신제품상 (장비하드웨어 non-ICT 부문)
- 2020년  1월: 캐롯손해보험과 IoT 제품 개발 및 공급 계약 체결
- 2020년 10월: Worlddidac Outstanding Award 2020 Winner
- 2018년  1월: iF Design Award 2018 Winner
- 2017년  7월: Red Dot Award 2017 winner
- 2015년 11월: 럭스로보 기업부설연구소 설립
- 2014년 11월: 럭스로보 설립